# Ли Екатерина
Екатерина Ли (англ. Catherine Yi; кор. 이 가타리나, по сист. Конц. Ли Катхарина, 1783 год, Сеул, Корея — сентябрь 1839 год, там же) — святая Римско-Католической Церкви, мученица. 

## Биография
Екатерина Ли родилась в 1783 году в католической семье. Вышла замуж за язычника, но через некоторое время она обратила его в христианство. Чтобы избежать ареста во время гонений на христиан в Корее, она вместе с дочерью Магдаленой Чо обратилась за помощью к епископу Лорану Эмберу, который помог ей укрыться от преследований. Однако в июне 1839 года она была арестована вместе с дочерью. Добиваясь отречения от христианства, её подвергали неоднократным пыткам. Екатерина Ли умерла от пыток в сентябре 1839 года.

## Прославление
5 июля 1925 года была причислена к лику блаженных римским папой Пием XI, 6 мая 1984 года была причислена к лику святых вместе с другими 103 корейскими мучениками Римским папой Иоанном Павлом II.
День памяти святой Катерины отмечается 26 сентября, общий день памяти в Католической церкви — 20 сентября.